# Kirk's Cabin Complex
Pour les articles homonymes, voir Kirk.
Le Kirk's Cabin Complex est une cabane américaine située dans le comté de San Juan, dans l'Utah. Protégée au sein du parc national des Canyonlands, elle est inscrite au Registre national des lieux historiques depuis le 7 octobre 1988.